# 永寧站 (新北市)
24°58′00″N 121°26′08″E / 24.96667°N 121.43556°E

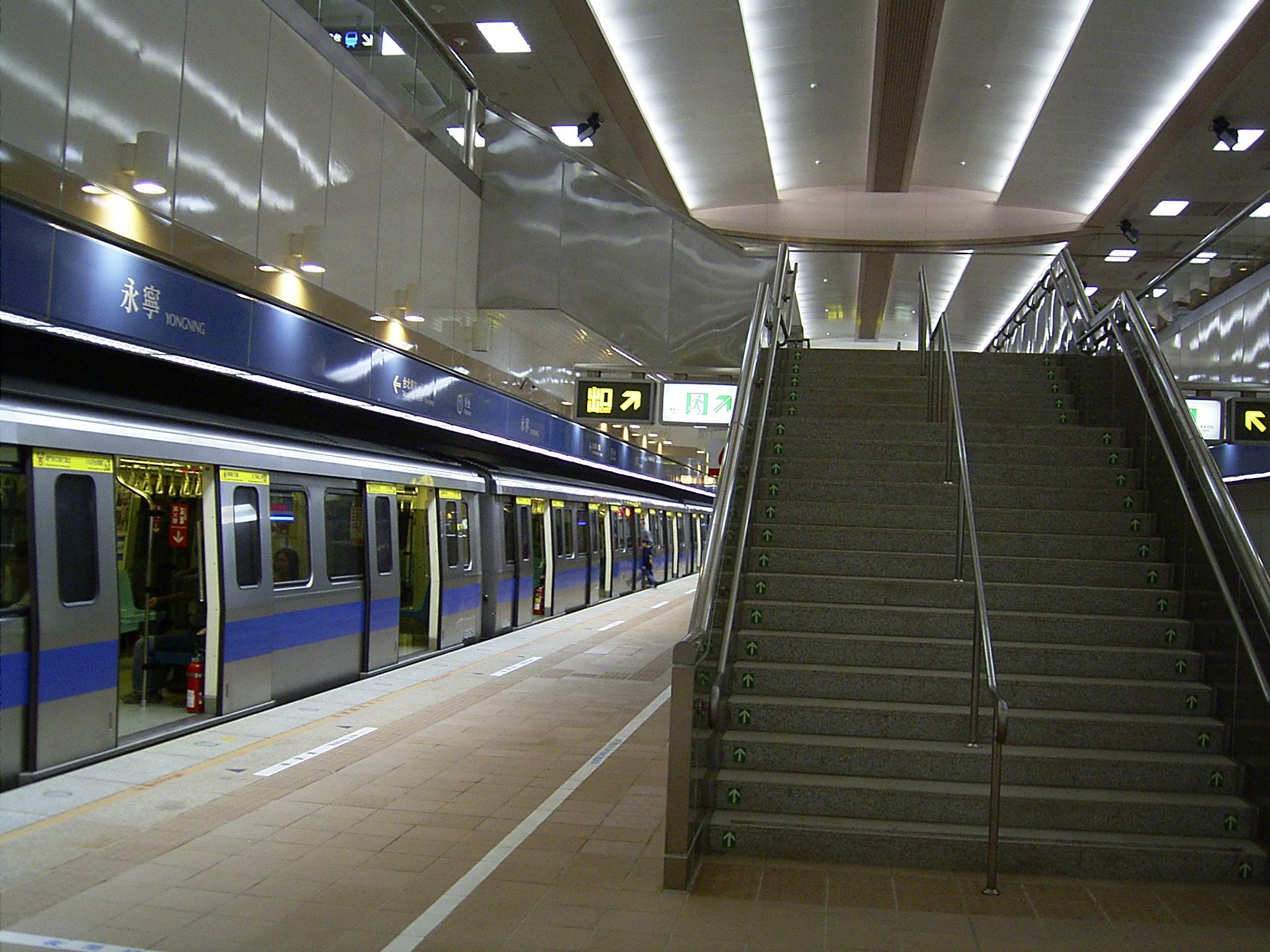
往南港展覽館站通車前（攝於2006年9月）

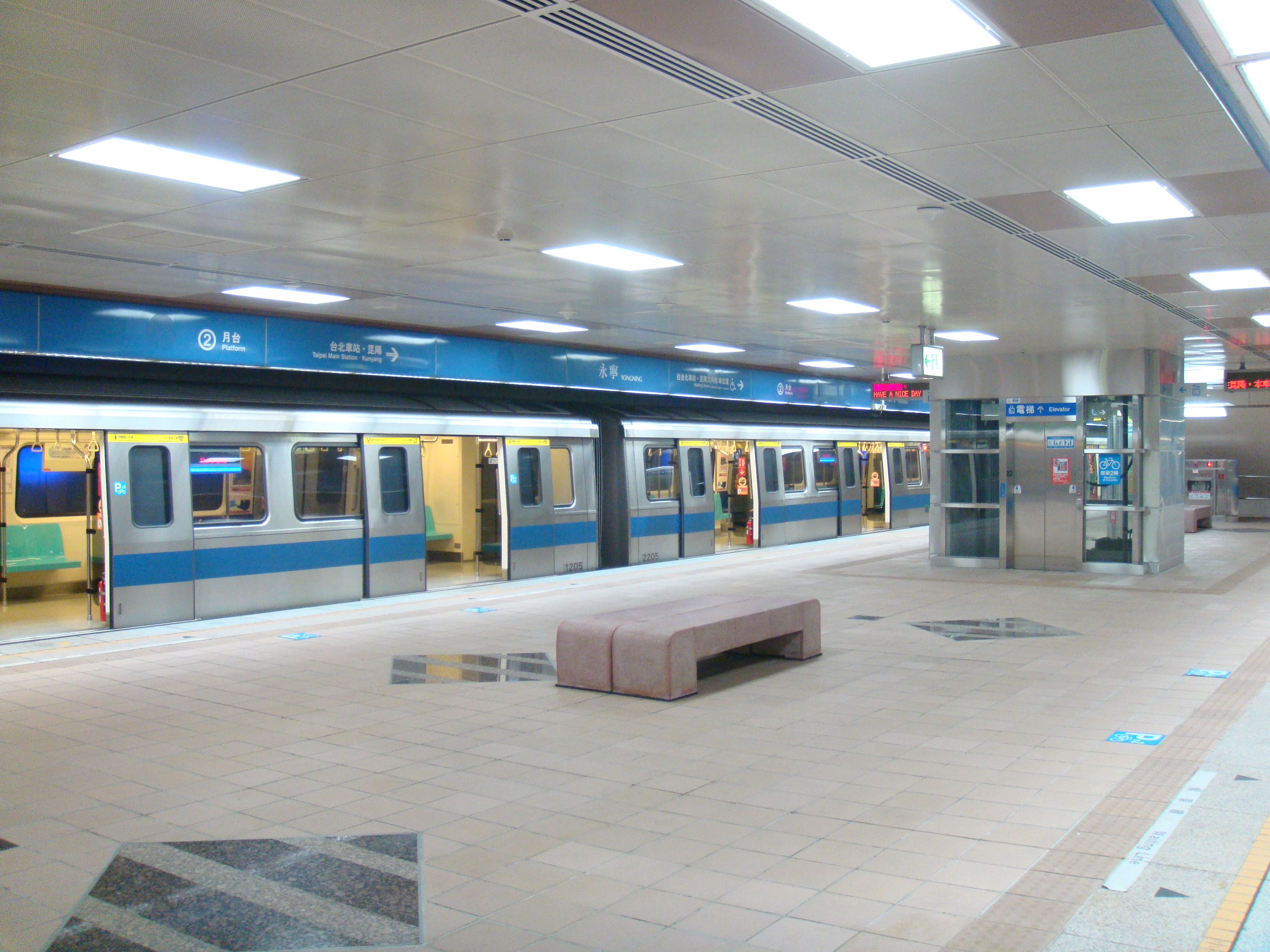
月台

永寧站位於台灣新北市土城區，當地地名大安寮，為台北捷運板南線（土城線）的捷運車站。
未來可步行至萬大樹林線第二期工程LG12站，距離本站較近，採用站外轉乘。

## 車站概要
車站位於中央路三段地下，承天路口一帶，當地地名與原公車站牌名稱皆為「大安寮」，地址在土城區大安里；車站編號為BL02。此站命名原則取自所在地地名，惟為避免與台北捷運文湖線大安站重名，而於建設初期曾暫名為土城，隨後才更改為相鄰之永寧里里名之「永寧」。

## 車站構造
地下二層車站，一個島式月台，四個出入口。本站設有半高式月台門。

### 車站樓層
| 地面      | 出入口             | 出入口                                   |
| 地下 一樓 | 大廳層             | 車站大廳、詢問處、自動售票機、驗票閘門   |
| 地下 一樓 | 大廳層             | 洗手間（站體東側付費區外，近出口2、3）   |
| 地下 二樓 | 一月台             | ← 板南線 往南港展覽館方向（BL03 土城站） |
| 地下 二樓 | 島式月台，左側開門 |                                          |
| 地下 二樓 | 二月台             | 板南線 往終點站方向（BL01 頂埔站）→      |

※本站在板橋線第二階段與土城線通車後為板南線終點站，2015年4月17日前皆利用本站北側之剪式橫渡軌進行調度。
※自2015年4月18日起，由於「永寧－頂埔」段進行穩定性測試，因此本站列車到站後會在二月台清車並繼續行駛至頂埔站附近橫渡線調度，之後開到一月台繼續載客。
※自2015年7月6日起隨頂埔站正式通車後，原行駛至本站為止的板南線全程車向西延駛至頂埔站。

### 車站出口
出口1、2位於車站南端，出口3、4位於車站北端，無障礙電梯位於出口1、2。
| 出入口                          | 圖片 | 位置                                 |
| ------------------------------- | ---- | ------------------------------------ |
| 出入口1 · 設有電梯 · 設有手扶梯 |      | 中央路三段（中央路西側，承天路口）   |
| 出入口2 · 設有電梯 · 設有手扶梯 |      | 承天路（中央路東側，承天路南側）     |
| 出入口3 · 設有手扶梯            |      | 金城路一段（中央路東側，近中華路口） |
| 出入口4 · 設有手扶梯            |      | 中華路二段（中央路西側，近中華路口） |
| 註： 設有電梯 \| 設有手扶梯     |      |                                      |

## 歷史
- 2006年5月31日：隨著板橋線「新埔－府中」段與土城線「府中－永寧」段正式通車而啟用[3]（p. 330）。
- 2015年4月18日：配合頂埔站穩定性測試，本站月台改為固定月台候車。[4]
- 2015年6月6日：台北市政府辦理「永寧－頂埔」段初勘作業[5]。
- 2015年6月23日：交通部辦理「永寧－頂埔」段履勘作業[6]。
- 2015年7月6日：土城線「永寧－頂埔」段正式通車，終點延伸至頂埔[7]。
- 2018年3月3日：半高式月台門正式啟用。
- 2020年7月11日：本站3號出口為配合增設電扶梯工程於即日起暫時封閉。[8]
- 2020年6月25日：本站重置後的3號出口重新開放。

## 利用狀況
2024年12月每日約進出28,266，在台北捷運系統運量排名第59名。
| 年   | 年間      | 年間      | 年間       | 年間  | 單日平均 | 單日平均 |
| 年   | 上車      | 下車      | 上下車計   | 來源  | 上車     | 上下車   |
| ---- | --------- | --------- | ---------- | ----- | -------- | -------- |
| 2006 | 1,424,814 | 1,421,314 | 2,846,128  | [ 9 ] | 6,627    | 13,238   |
| 2007 | 3,173,755 | 3,123,147 | 6,296,902  | [ 9 ] | 8,695    | 17,252   |
| 2008 | 4,006,807 | 3,940,689 | 7,947,496  | [ 9 ] | 10,948   | 21,714   |
| 2009 | 4,299,263 | 4,206,503 | 8,505,766  | [ 9 ] | 11,779   | 23,303   |
| 2010 | 4,924,584 | 4,798,345 | 9,722,929  | [ 9 ] | 13,492   | 26,638   |
| 2011 | 5,401,131 | 5,291,426 | 10,692,557 | [ 9 ] | 14,798   | 29,295   |
| 2012 | 5,431,364 | 5,378,126 | 10,809,490 | [ 9 ] | 14,840   | 29,534   |
| 2013 | 5,212,643 | 5,202,642 | 10,415,285 | [ 9 ] | 14,281   | 28,535   |
| 2014 | 5,199,962 | 5,218,978 | 10,418,940 | [ 9 ] | 14,246   | 28,545   |
| 2015 | 4,895,214 | 4,981,894 | 9,877,108  | [ 9 ] | 13,412   | 27,061   |
| 2016 | 4,066,101 | 4,240,136 | 8,306,237  | [ 9 ] | 11,110   | 22,695   |
| 2017 | 4,243,901 | 4,422,545 | 8,666,446  | [ 9 ] | 11,627   | 23,744   |
| 2018 | 4,545,957 | 4,728,610 | 9,274,567  | [ 9 ] | 12,455   | 25,410   |

## 公共藝術
站內設有公共藝術作品：「時間．碎片」。

## 腳註

### 來源資料
1. ↑   (新闻稿). 台北捷運. 2016-04-11  [2016-04-11]. （原始内容存档于2016-04-11） （中文（臺灣））.
2. 1 2  . 臺北大眾捷運股份有限公司. 2021-01-15.
3. ↑  徐榮崇. . 臺北市文獻委員會. 2015年12月  [2020-01-04]. ISBN 9789860469875. （原始内容存档于2020-12-07）.
4. ↑  .   [2015-04-17]. （原始内容存档于2016-03-04）.
5. ↑  . 自由時報. 2015-06-06  [2020-01-04]. （原始内容存档于2020-06-07）.
6. ↑  . bcc.com.tw.   [2020-01-04]. （原始内容存档于2020-06-07）.
7. ↑  . 自由時報. 2015-07-01  [2020-01-04]. （原始内容存档于2018-12-08）.
8. ↑  配合臺北市政府捷運工程局進行電扶梯改善工程 永寧站3號出口7月11日起封閉施工 https://www.metro.taipei/News_Content.aspx?n=30CCEFD2A45592BF&sms=72544237BBE4C5F6&s=35E80A0479054AC9
9. ↑  臺北捷運公司. . 2019-02-26  [2019-08-10]. （原始内容存档于2020-11-28）. 臺北市統計資料庫查詢系統
10. ↑  時間‧碎片 （页面存档备份，存于）.臺北市政府捷運工程局-板橋土城線.108-11-18

## 外部連結
- 臺北大眾捷運股份有限公司 （页面存档备份，存于）
- 臺北市政府捷運工程局 （页面存档备份，存于）
- 永寧站週邊地圖（台北捷運公司） （页面存档备份，存于）
- 永寧站車站剖面相關位置圖（台北捷運公司） （页面存档备份，存于）
- 販賣店現況 （页面存档备份，存于）